# Пезхетайри
Пезхетайри (на старогръцки: πεζέταιροι, ед.ч.: pezhētairos), букв. „пеши другари“ са основен тип пехотни войски в армията на древна Македония и елинистическите царства. Те са формирали гръбнака на прославената Македонска фаланга от времето на Филип II Македонски, синът му Александър III Македонски и техните наследници Диадохи в периода IV–III до ок. I век пр. Хр.
Като правило, техните батальони се формират изключително от македонци, които заемат почетното дясно крило в бойния ред, близо до пълководеца и елитните отряди. Те са въоръжени с пика дълга 5-6 метра, наречена сариса и най-често се сражават построени във фаланга от 16 реда. Те носят също така и неголеми кръгли щитове, мечове като резервно оръжие, шлемове (главно фригийски и атически), ленени и кожени доспехи (линоторакс). Ветераните и най-опитните и отличили се в битка се бият на първите няколко реда и са защитени с по-добри, понякога и бронзови ризници и наколенници. В някои случаи са формирани отделни отряди от избрани фалангити, имащи ролята на почетна част от царската гвардия - например астхетайри, халкаспидите от Понт, аргираспидите на Александър Велики, някои от които са били над 60-годишни ветерани.
Пезхетайрите имат неотменна роля в тактиката на Македонската фаланга. Те формират „наковалнята“, която със своята стена от дълги копия ангажира, задържа и омаломощава противника, докато ударната част, или „чука“, т.е. конницата (хетайри и други) заобикаля и напада устремно в гръб, почти винаги водейки до разгром на врага. Тази тактика се оказва много успешна срещу армиите на гръцките полиси, Персийската империя, илири, траки и други, но поради своята тромавост, негъвкавост и ниска приспособимост към неравнинен терен по-късно се проваля срещу римските легиони и партските конно-стрелкови армии. Друг недостатък на този тип войски е тяхната тактическа ограниченост и зависимост от по-мобилни войски като стрелци, пелтасти, конница и др.
Пезхетайрите се отличават в редица битки като Битката при Херонея 338 г. пр. Хр., Граник 334 г. пр. Хр., Битката при Иса 333 г. пр. Хр., Гавгамела 331 г. пр. Хр., и много други влючително от ерата на Диадохите.